# インドコガシラスッポン
インドコガシラスッポン（印度小頭鼈、Chitra indica）は、スッポン科コガシラスッポン属に分類されるカメ。コガシラスッポン属の模式種

## 分布
種小名indicaは「インドの」の意。模式標本の産地（模式産地）はガンジス川（インド）。
インド、ネパール、パキスタン、バングラデシュ

## 形態
最大甲長90-115 cm。確実な記録ではないが、甲長180cmに達した個体の報告もある。背甲の色彩は緑褐色や灰褐色で、複雑な斑紋が入る。
吻端には明瞭な斑紋がない。頭部から頸部にかけて筋模様が入るが、不鮮明な個体もいる。

## 分類
1986年まで本種のみでコガシラスッポン属を形成（和名も単にコガシラスッポンとされていた）していたがタイコガシラスッポンが本種から分割され、独立種となった。

## 生態
底質が砂で水が清涼で流れのある大型河川の中流域に生息する。完全水棲で、産卵以外で上陸することはない。
食性は動物食傾向の強い雑食で、貝類、甲殻類、魚類、動物の死骸等を食べる。水底の砂の中等に潜り、通りかかった獲物を頸部を伸ばして噛みついて捕食する。
繁殖形態は卵生。

## 人間との関係
生息地では卵も含めて食用とされる。
開発による生息地の破壊、水質汚染、食用の乱獲等により生息数は減少している。
ペットとして飼育されることもあり、日本にも輸入されている。流通量は少なく、稀に飼育下繁殖個体が流通する。主に幼体が流通する。大型種のため、大型のケージが用意できない限り一般家庭での飼育には向かない。アクアリウムで飼育される。神経質なため、潜れるように細かい砂を底砂として最低でも甲高程の深さで敷く。特に低温や水質の悪化に弱いため注意が必要。大型種の上に顎の力が強く嘴も鋭いため噛まれるとひどい怪我を負うこともあるため、扱いには注意が必要。